# طوطی انجیرخوار پیشانی‌سیاه
طوطی انجیرخوار پیشانی‌سیاه (نام علمی: Cyclopsitta nigrifrons) گونه‌ای از طوطی‌های خانواده طوطیان سبز است و در شمال گینه نو یافت می‌شود. زیستگاه طبیعی آن جنگل‌های دشت نمناک نیمه‌گرمسیری یا گرمسیری است.